# TT2

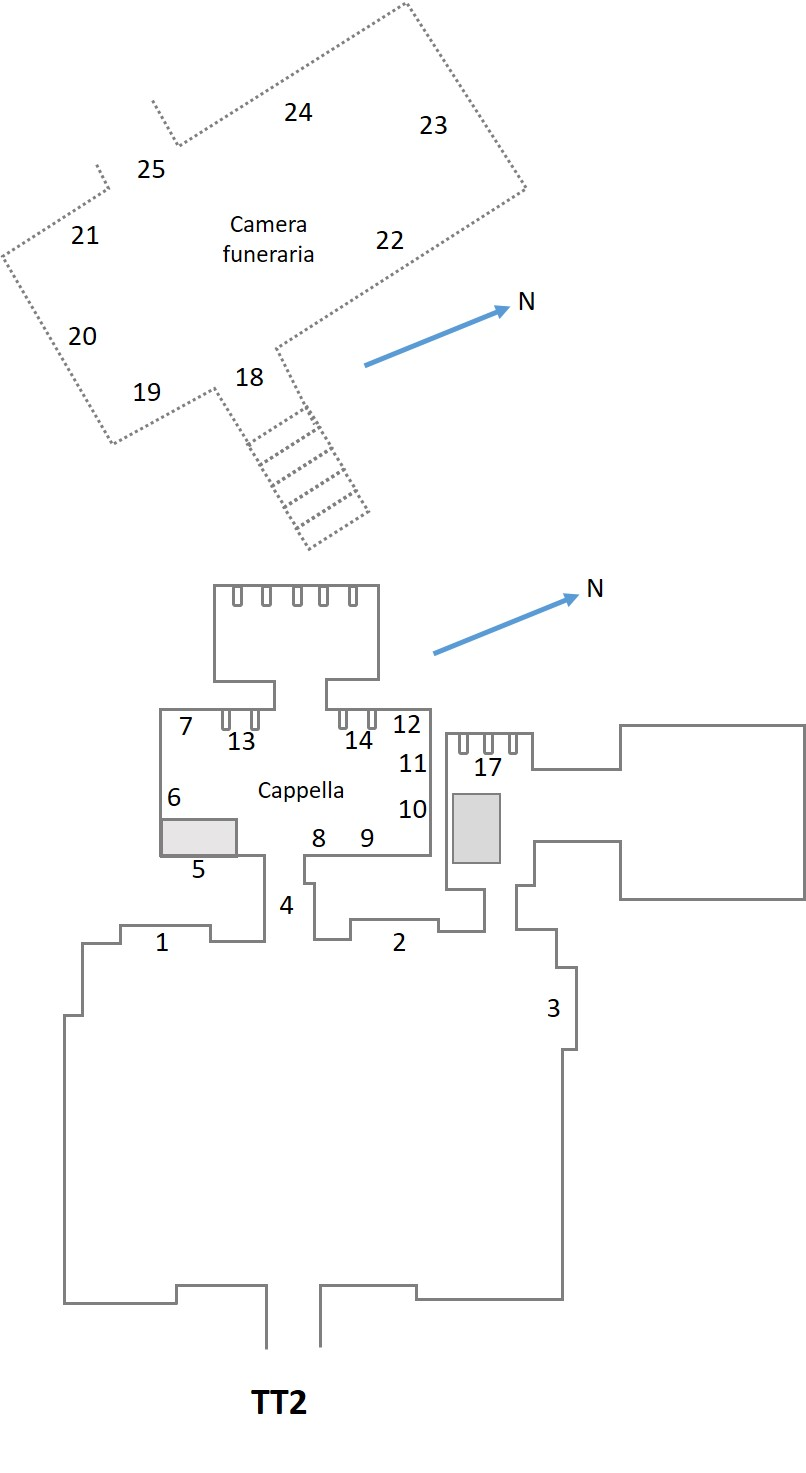
Grundriss des Grabes

Das thebanische Grab TT2 befindet sich in Deir el-Medina westlich von Luxor auf der gegenüberliegenden Seite des Nils. Es ist der Begräbnisplatz des altägyptischen Beamten Chabechnet und seiner Familie. Chabechnet war unter Ramses II. (19. Dynastie) „Diener an der Stätte der Wahrheit“ (Nekropolenarbeiter) und der Sohn von Sennedjem, dem das Grab TT1 gehört.

## Grabdekoration

### Hof
Im Hof des Grabes befinden sich mehrere Stelen, von denen eine Chabechnet kniend mit seinem Vater Sennedjem zeigt. Der zugehörige Text umfasst Hymnen für Re. Eine andere Stele zeigt die Sonnenbarke des Re, die von Pavianen angebetet wird. In anderen Registern erscheinen Chabechnets Vater und die Familie vor Horus und Satet sowie Chabechnet und seine Frau Sahte vor Ahmose I. und Königin Ahmose-Nefertari.

### Kapelle
Die Dekoration der Grabkapelle zeigt Chabechnet mit Familie vor Gottheiten und Begräbnisszenen. Sein Vater Sennedjem kniet vor dem Gott Min und einer Göttin. Sein Bruder Chons und dessen Gattin werden opfernd vor Senendjem und Iy-neferti dargestellt. Chabechnet opfert Kerzen an Min und Isis.
Eine andere Wand zeigt eine Zeremonie im Mut-Tempel bei Karnak, bei der auch Götterbarken und eine Allee mit Criosphingen zu sehen sind. Ein weiteres Register zeigt die Pilgerreise nach Abydos. In einer Totengerichts-Szene wird Chabechnets Bruder Chons von Harsiese und Chons Gattin von Anubis geführt, männliche Trauergäste begleiten eine Begräbnisprozession.
In vier weiteren Registern beten Sennedjem und Verwandte die Hathor-Kuh an, die in einem Schrein steht. Mehrere Personen nehmen an einem Bankett teil. Im letzten Register ist eine Begräbnisprozession dargestellt.

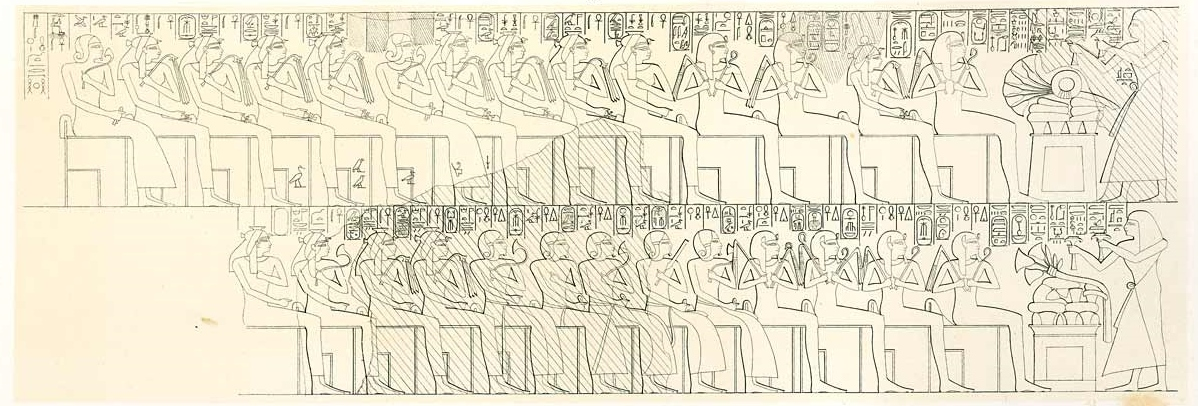
Ägyptischen Museum Berlin 1625, Szene aus dem Grab, Chabechnet opfernd vor zwei Reihen mit Königen und Königinnen.
Obere Reihe (von rechts nach links): Djeserkare (Amenophis I.), Ahmose-Nefertari, Seqenenre Tao, Ahhotep, die Königsschwester Meritamun, eine weitere Königsschwester, die Mutter des Gottes Kaesmut, die Königsschwester Sitamun, unbekannter Prinz, unbekannte königliche Dame, die Große Königsgemahlin Ahmose-Henuttamehu, die Königsgemahlin Tures, die Königsgemahlin Ahmose und der Königssohn Sapair.
Untere Reihe: Chabechnet opfernd vor Nebhepetre Mentuhotep, Nebpehetire Ahmose, König Sechentnebre, Wadjcheperre Kamose, die Königssöhne Binpu, Wadjmose, Ramose, Nebenchurru und Ahmose, die Königsgemahlinnen Kamose, Sitirbau, Tacheredqa und eine unbekannte Königsgemahlin.

## Belege
1. ↑  James Baikie: Egyptian Antiquities in the Nile Valley. Methuen, 1932.
2. ↑  Anneke Bart: Theban Tombs. Abgerufen am 28. Dezember 2017.
3. 1 2 3 4 5  Bertha Porter, Rosalind Moss: Topographical Bibliography of Ancient Egyptian Hieroglyphic Texts, Statues, Reliefs and Paintings Volume I: The Theban Necropolis, Part I. Private Tombs. Griffith Institute, 1970.
4. 1 2  Kenneth A. Kitchen: Ramesside Inscriptions, Translated and Annotated Translations: Ramesses II, His Contemporaries (= Ramesside Inscriptions Translations. Band 3). Wiley-Blackwell, 2001.

Koordinaten: 25° 43′ 59,9″ N, 32° 36′ 0″ O